# NGC 3930
NGC 3930 este o galaxie spirală situată în constelația Ursa Mare. A fost descoperită în 1787 de către William Herschel. Se află la o distanță de 12,36 megaparseci de Pământ.